# Augustin Simon Irailh
Augustin Simon Irailh (Puy-en-Velay, 16 de junho de 1717 – Saint-Vincent-du-Pendit, 1794) foi um clérigo e historiador francês.

## Biografia
Ele foi cônego de Monistrol no Haute-Loire, depois pároco de Saint-Vincent-du-Pendit no Lot. Tornou-se conhecido por suas Querelas Literárias, publicadas em 1761, e também foi o autor de uma História da Reunião da Bretanha com a França, publicada em 1764.
Querelas literárias contém principalmente anedotas, às vezes saborosas e às vezes apócrifas, sobre disputas de todos os tipos que agitam o mundo dos estudiosos. Irailh distingue três tipos: brigas entre autores, brigas sobre assuntos importantes e brigas entre instituições ou entre uma instituição e um autor. Entre esses grandes temas está, por exemplo, a defesa do gênero romanesco (ver análise no artigo Reflexões sobre o romance no século XVIII ). É na terceira categoria que encontramos a primeira menção à famosa anedota do julgamento de Galileu onde ele afirma sobre a Terra: "Eppur so muove" ("E ainda se move").
Gustave Vapereau observa que é uma "obra interessante e bem escrita atribuída a Raynal, depois a Voltaire". Menos entusiasmado, o Barão Grimm escreve: “Lê-se com bastante prazer, escrito que se pode tomar o que degrada as letras e o espírito humano de forma humilhante. Isso é olhar a natureza humana pelo lado feio, infelizmente tão verdadeiro e talvez mais comum do que o belo".

## Publicações
- Querelas literárias, ou Memórias para servir a história das revoluções da República das Letras, de Homero até os dias atuais, 4 volumes em 2 volumes, 1761. Reedição : Reimpressões de Slatkine, Genebra, 1967. Texto na linha 1 2 3 4 . extrato online : “ Enciclopedistas e Anti-Enciclopedistas » .
- História do reencontro da Bretanha com a França, onde encontramos anedotas sobre a princesa Ana, filha de Francisco II, 2 volumes, 1764. Reedição : Morvran, Huelgoat, 1976.